# Christi Matri Rosarii

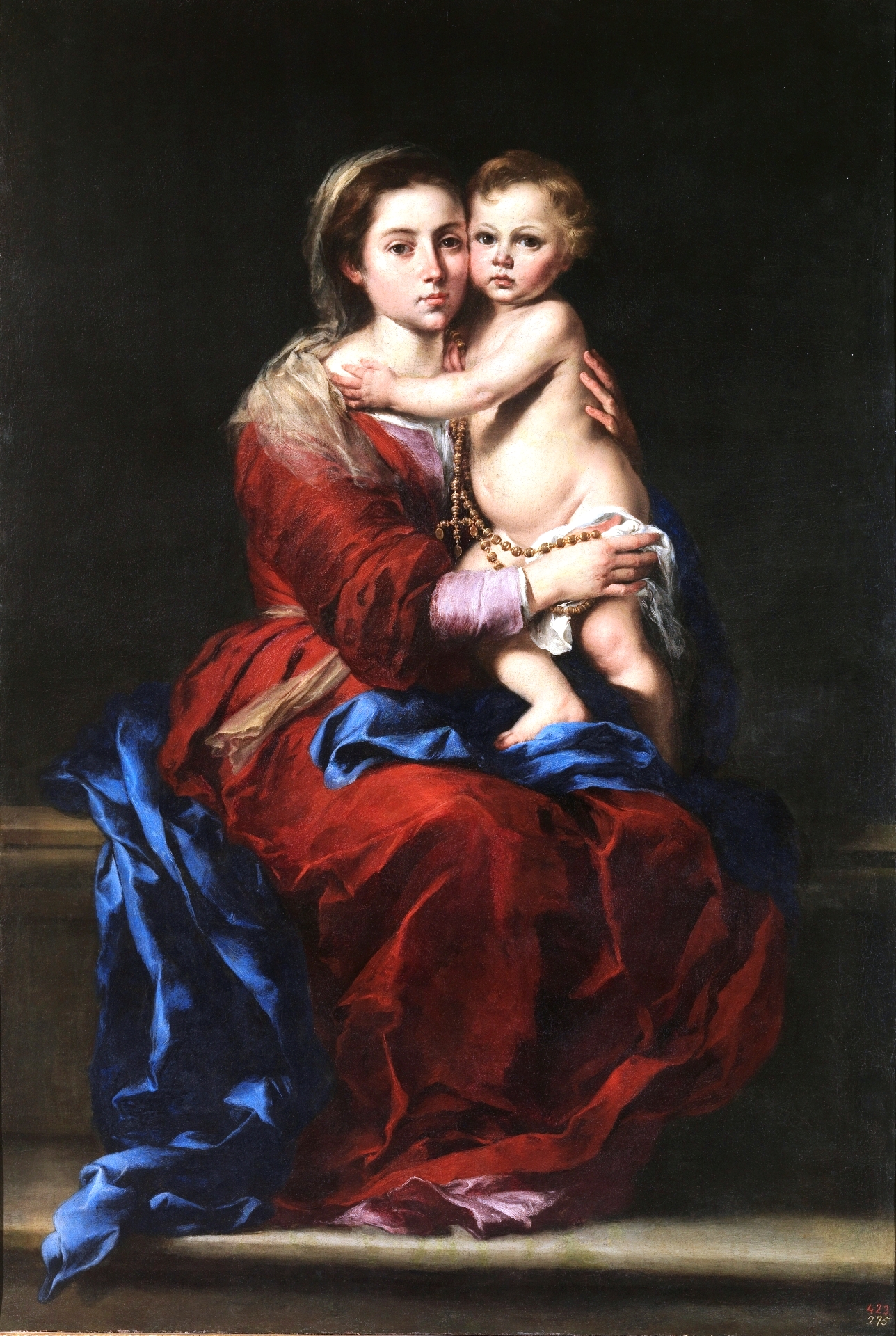
Madonna met de Rozenkrans, schilderij van Bartolomé Murillo

Christi Matri Rosarii (Latijn voor Een rozenkrans voor de Moeder van Christus) is de titel van een encycliek, op 15 september 1966 uitgevaardigd door paus Paulus VI, met als ondertitel: Over de speciale gebeden ter ere van de Moeder Gods tijdens de maand oktober.
Directe aanleiding tot deze encycliek was de Vietnamoorlog, terwijl ook verschijnselen als: het steeds hoger opvoeren van de kernbewapening, het overdreven nationalisme, het racisme, de revolutionaire bewegingen, de gedwongen scheiding van burgers van eenzelfde land, misdadige moordaanslagen. het doden van onschuldigen, de ongerustheid van de paus opwekten. De paus wees erop dat hij - vanaf de aanvang zijn pontificaat - door gebed en intenties, maar evenzeer door persoonlijke interventies en aansporingen er alles aan gedaan had om de zaak van de vrede te bevorderen. Ook in deze encycliek deed Paulus een oproep aan alle regeerders (...) met al hun krachten de uitbreiding van de brand tegen te gaan en hem volledig uit te blussen
Daarnaast deed de paus een oproep aan alle gelovigen om zich in gebed tot Maria - door de paus hier aangeduid als de Koningin van de Vrede - te richten, met name in de maand oktober, sinds paus Pius V bekend als de rozenkransmaand. De paus citeerde hier zijn voorganger, paus Pius XI, die in diens encycliek Ingravescentibus malis die stelde dat de ronzenkrans onze geest richt op door God geopenbaarde waarheden
De paus stelde in deze encycliek 4 oktober vast als Biddag voor de Vrede en schreef een gebed voor - dat op die dag zou moeten worden gebeden:

Allerheiligste Maagd,
zie met moederlijke goedheid neer op al uw kinderen!
Zie neer op de bisschoppen, die in angst verkeren, dat over de hun toevertrouwde gelovigen
een verschrikkelijke storm van allerlei rampen zal losbreken.
Zie neer op zovelen, vaders en moeders, die in hun angst en ongerustheid om het lot
van zichzelf en hun gezin door zo zware zorgen worden gekweld.
Kalmeer de geest van de oorlogvoerende partijen en geef hun "gedachten van vrede" in.
Zorg, dat God, de straffer van alle onrecht, zich barmhartig toont, aan de volken de zo vurig
verlangde rust hergeeft en hen voor lange tijd een echte welvaart laat genieten.